# Thomas Berry Brazelton
Thomas Berry Brazelton, né le 10 mai 1918 à Waco au Texas et mort le 13 mars 2018 à Barnstable au Massachusetts, est un pédiatre américain.

## Biographie
Thomas Berry Brazelton obtient son undergraduate à l'Université de Princeton en 1940 avant de poursuivre ses études en médecine à l'Université Columbia à New York, jusqu'en 1943. En 1945, il commence son internat de pédiatrie au Massachusetts General Hospital à Boston et au Boston Children's Hospital. Son intérêt pour le développement des enfants le pousse par la suite à se spécialiser dans la pédopsychiatrie. Il complète alors son internat avec une année en pédopsychiatrie au James Jackson Putnam Children's Center, à Roxbury. Il dira avoir voulu devenir pédiatre depuis l'âge de 8 ans.
En 1950, il exerce en tant que médecin à Cambridge.
En 1973, il développe avec ses collègues l'échelle de Brazelton (ou « Brazelton Neonatal Behavioral Assessment Scale », NBAS), une échelle d'évaluation sur le comportement des nouveau-nés.
Brazelton devient en 1988 professeur de pédiatrie, émérite, à la faculté de médecine d'Harvard et au Boston Children's Hospital. En 1996, il développe dans ce même hôpital le Brazelton Touchpoints Center. Il occupera également des postes dans la section développement de l'enfant à l'American Academy of Pediatricians, la Society for Research on Child Development, au National Center for Clinical Infant Programs, à la Massachusetts Association for Infant Mental Health et sera un des membres fondateurs de Zero to Three. Il recevra la médaille d'or d'excellence en médecine clinique de l'Association of the Alumni, College of Physicians and Surgeons of Columbia University.
En 2000, il est honoré comme légende vivante par la Bibliothèque du Congrès, et en 2013, il reçoit la Presidential Citizens Medal du président américain Barack Obama.
Il continua à écrire, enseigner et faire de la recherche jusqu'à son décès le 13 mars 2018 dans sa maison à Barnstable, quelques mois avant son 100e anniversaire.
De nombreux parents américains le connaissent comme présentateur d'une émission du câble intitulée What Every Baby Knows (Ce que tous les bébés savent), et comme rédacteur d'une chronique journalistique.
Le docteur Brazelton a écrit plus de deux cents publications universitaires et vingt-quatre livres.
Sa fille Kitty, née en 1951 est musicienne combinant plusieurs styles allant du psychédélique, au punk, à l'électro, voire expérimentale.

## Ouvrages en français
- avec J. Kevin Nugent, Échelle de Brazelton, éd. Médecine & Hygiène, 3e  éd. 2001  (ISBN 2880491533)
- avec Bertrand Cramer, Les Premiers Liens, éd. Calmann-Lévy, 1994  (ISBN 2702119549)
- Écoutez votre enfant, éd. Petite bibliothèque Payot, 2006  (ISBN 2228884650)
- L'Âge des premiers pas, éd. Payot, 2006  (ISBN 2228881236)
- ouvrage collectif, La Naissance d'une famille ou comment se tissent les liens, Seuil, 1983,  (ISBN 2234016223)